# Pňovice
Pňovice (Duits: Kniebitz) is een Moravische gemeente in de Tsjechische regio Olomouc, en maakt deel uit van het district Olomouc. Pňovice telt 1027 inwoners (2023). De gemeente ligt aan de rand van het Chráněná krajinná oblast Litovelské Pomoraví.

## Geschiedenis
- 1249 – De eerste schriftelijke vermelding van de Pňovice.
- 1980 – Pňovice wordt geannexeerd door de stad Litovel.
- 1990 – Pňovice schijdt zich af van Litovel en wordt opnieuw een zelfstandige gemeente.[1]

## Aanliggende gemeenten
| Aangrenzende gemeenten | Aangrenzende gemeenten | Aangrenzende gemeenten | Aangrenzende gemeenten | Aangrenzende gemeenten |
| ---------------------- | ---------------------- | ---------------------- | ---------------------- | ---------------------- |
| Uničov                 |                        | Želechovice            |                        | Újezd, Strukov         |
|                        |                        |                        |                        |                        |
|                        | Žerotín                |                        |                        |                        |
|                        |                        |                        |                        |                        |
| Litovel                |                        | Střeň                  |                        | Štěpánov               |